# Моргано
Морга̀но (на италиански: Morgano; на венециански: Morgàn, Морган) е община в Северна Италия, провинция Тревизо, регион Венето. Разположена е на 23 m надморска височина. Населението на общината е 4503 души (към 2010 г.).
Административен център на общината е градче Бадоере (Badoere).